# Sally Alexander
Sally Alexander (1943) és una acadèmica, historiadora i feminista anglesa.

## Carrera
Va obtenir una diplomatura en història al Ruskin College, Oxford, abans de continuar els seus estudis, obtenint també un Bachelor of Arts en el tema, per la University College de Londres. El 1970, va ajudar a organitzar la primera conferència nacional Moviment d'Alliberament de la Dona al Ruskin College, i va participar en diversos Tallers d'Alliberament de la Dona de Londres, així com en el Night Cleaners Campaign (Campanya de Netejadors Nocturns) (de 1970 a 1972).
Com a editora fundadora de la History Workshop Journal (publicació iniciada el 1976), va ensenyar en el Departament de Murals Extres de la Universitat de Londres a la dècada de 1970; a partir de 2018, és professora emèrita d'Història Moderna al Goldsmith's University of London.
A més de la història feminista, els seus interessos acadèmics inclouen la història d'altres moviments socials, de memòria i de la psicoanàlisi a Gran Bretanya.

## Obra
- Presencia y protagonismo : aspectos de la historia de la mujer. [1a. ed.].  Barcelona: Ediciones del Serbal, 1984. ISBN 84-85800-74-5.
- Alexander, Sally.. Becoming a woman : and other essays in 19th and 20th century feminist history.  New York University Press, 1995. ISBN 0-8147-0635-5.
- Bar-Haim, Shaul «History and Psyche: Culture, Psychoanalysis, and the Past». Textual Practice, 27, 7, 12-2013, pàg. 1254–1259. DOI: 10.1080/0950236x.2013.860286. ISSN: 0950-236X.
- Women's Fabian texts.  Londres: Routledge, 2001, c1988. ISBN 978-1-136-41024-6.